# Kjuđucu
Kjuđucu (弓 術; Kyūjutsu), japanska borilačka vještina držanja luka (yumi), na način kako je to prakticirala samurajska klasa feudalnog Japana. Iako su samuraji možda najpoznatiji po upravljanju sabljom katanom (kenđucu), kjuđucu se zapravo smatrao vitalnijom vještinom za značajan dio japanske povijesti. Tijekom većeg dijela razdoblja Kamakure kroz razdoblje Muromachi (c.1185.-c.1568.), luk je bio gotovo isključivo simbol profesionalnog ratnika, a način života ratnika nazivan je Putem konja i luka (弓 馬 の 道 kyūba no michi).

## Vanjske povezice
- Kyūjutsu